# Бустільйо-дель-Оро
Бустільйо-дель-Оро (ісп. Bustillo del Oro) — муніципалітет в Іспанії, у складі автономної спільноти Кастилія-і-Леон, у провінції Самора. Населення — 103 особи (2010).
Муніципалітет розташований на відстані близько 200 км на північний захід від Мадрида, 30 км на північний схід від Самори.

## Демографія
Динаміка населення (INE ):